# Sant Esteve de Salelles
|  | Per a altres significats, vegeu «Capella de Sant Esteve de Salelles». |

Sant Esteve de Salelles (Saint Etienne de Saleilles en francès) és el nom de l'església i de la parròquia que encapçala, així com d'una capella que havia estat antigament l'església parroquial del poble rossellonès de Salelles, a la Catalunya del Nord.
L'església parroquial de Sant Esteve és un imponent edifici neogòtic construït en pedra i maons. Va ser començat el 1894 per substituir l'antiga església romànica del mateix nom gràcies als donatius d'una rica propietària, la senyora Vimort; la seva defunció el 1911, però, aturà els treballs i feu que mai no se'n pogués acabar de bastir el campanar. La donant va ser enterrada dessota l'altar major.
L'església és de nau única, amb la porta a la façana oest, un absis pentagonal en l'extrem i dues capelles laterals que li donen forma de creu llatina.
La capella (l'església romànica original) va ser declarada monument històric de França, però no és el cas d'aquesta església; en haver tingut les dues el mateix nom, hom podria arribar a confondre-les.